# Lukas Lichtner-Hoyer

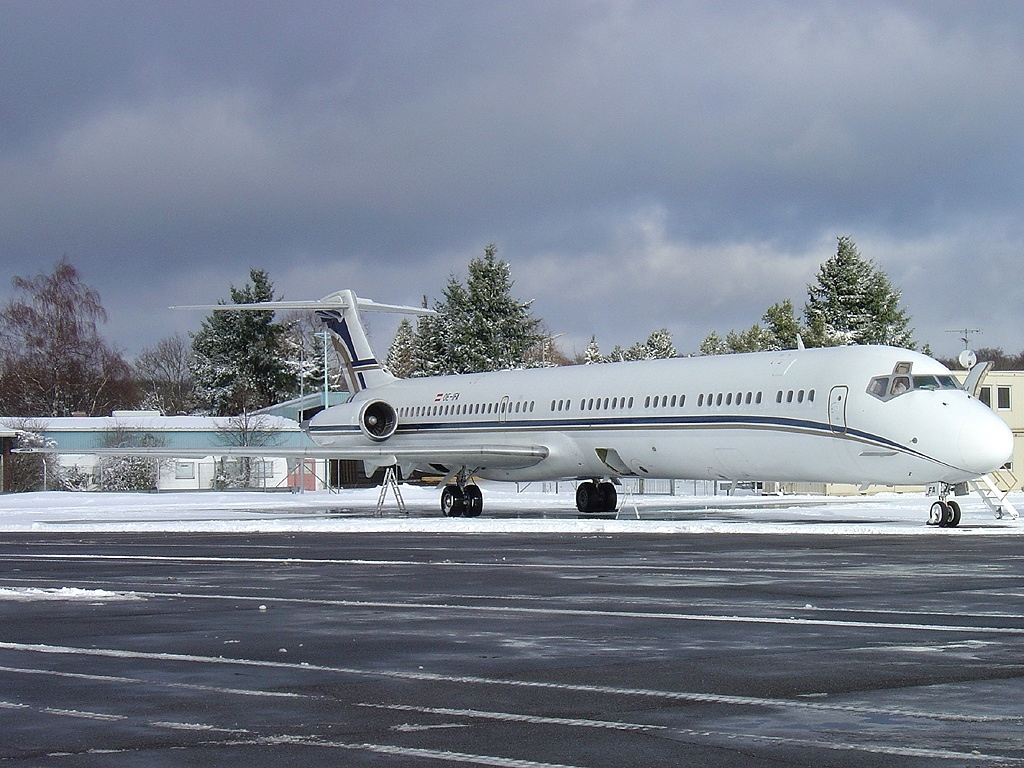
Die Jetalliance-McDonnell Douglas MD-83 (DC-9-83) 2004 auf dem Flughafen Luxemburg

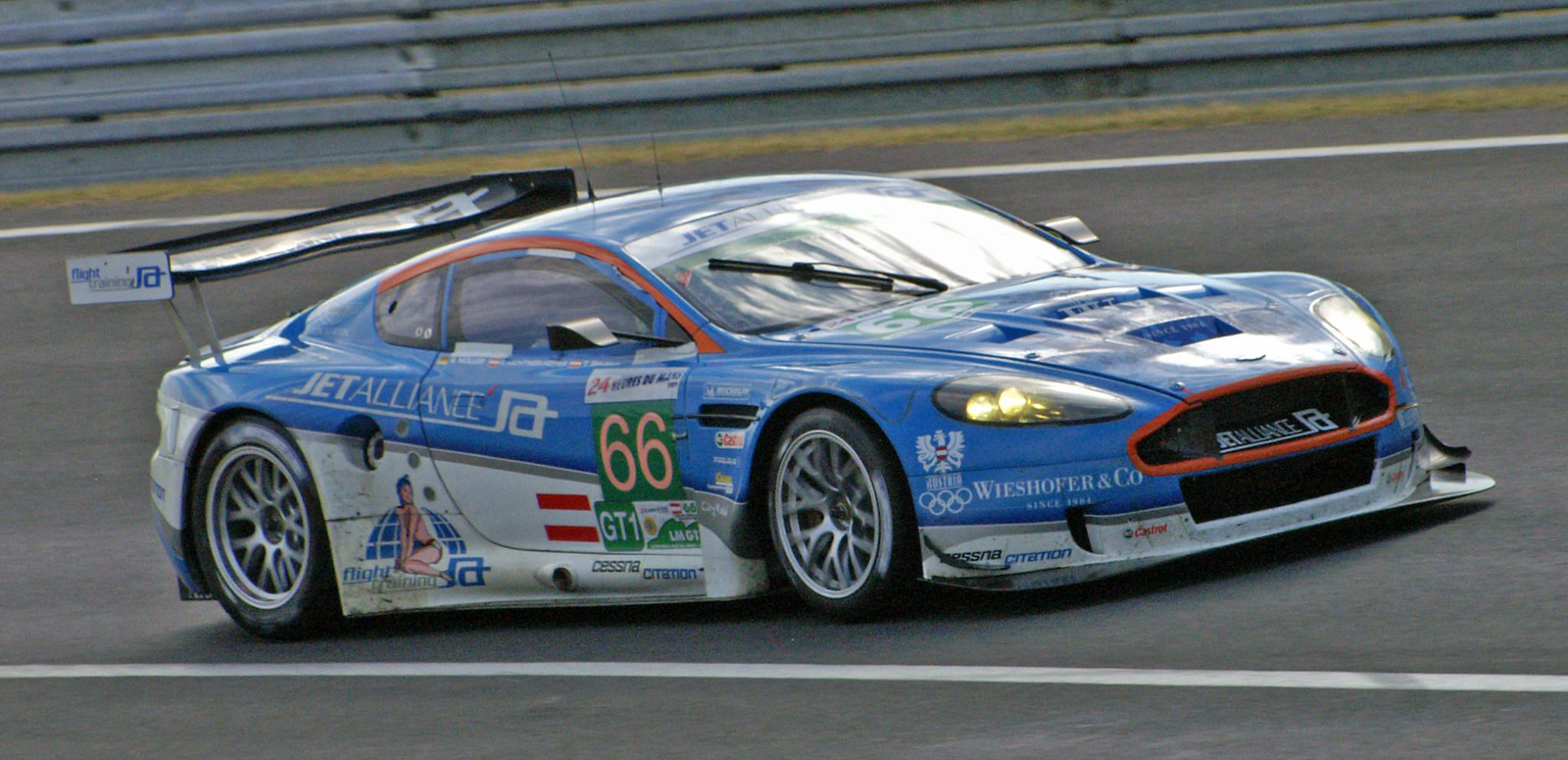
Der Aston Martin DBR9 von Lukas Lichtner-Hoyer, Thomas Gruber und Alexander Müller beim 24-Stunden-Rennen von Le Mans 2009

Lukas Lichtner-Hoyer (* 16. April 1962 in Wien) ist ein ehemaliger österreichischer Unternehmer, Rennstallbesitzer und Autorennfahrer.

## Unternehmer
Lukas Lichtner-Hoyer gründete 1989 seine erste Fluggesellschaft, die AVIA Consult Flugbetriebs-GmbH, mit Sitz im niederösterreichischen Kottingbrunn. Nach der Eingliederung der von Frank Stronach gegründeten Magna Air Luftfahrt GmbH entstand 1996 die Jetalliance GmbH. In wenigen Jahren stieg das Unternehmen zum größten österreichischen Business-Flugunternehmen auf. Zur Flotte zählten unteren anderem eine Gulfstream G550 sowie die Großraumflugzeuge Boeing 737 VIP und McDonnell Douglas MD-83 VIP. 2000 wurde aus der GmbH eine Aktiengesellschaft und Lichtner-Hoyer Vorstandsvorsitzender. 2012 musste das Unternehmen Insolvenz anmelden. Lukas Lichtner-Hoyer, der nach der Auflösung des Unternehmens nach Großbritannien zog, ging 2015 in London in Privatinsolvenz. Der Schuldenstand betrug 5,51 Millionen Euro.

## Autorennfahrer und Rennstallbesitzer
Lukas Lichtner-Hoyer war passionierter Aston-Martin- und Lotus-Fahrer, der auch als Amateur-Rennfahrer aktiv war. 2006 etablierte er mit dem Jetalliance Racing Team eine eigene Rennmannschaft, um die Einsätze abwickeln zu können. Das Team diente auch als Marketingplattform für die Fluggesellschaft, da Lichtner-Hoyer massiv versuchte als Businessflieger in der Motorsportszene Fuß zu fassen.
Lukas Lichtner-Hoyer fuhr mit einem Aston Martin DBR9 in der FIA-GT-Meisterschaft und 2011 mit einem extra für das Team aufgebauten Lotus Evora der GT2-Klasse in der European Le Mans Series und der International GT Open. Seine besten Platzierungen waren die zweiten Gesamtränge beim 2-Stunden-Rennen von Oschersleben 2008 und dem 24-Stunden-Rennen von Silverstone 2010. 2009 startete er beim 24-Stunden-Rennen von Le Mans und erreichte den 31. Gesamtrang. Die finanziellen Schwierigkeiten der Airline und der Privatperson Lukas Lichtner-Hoyer beendeten mit dem Ablauf der Saison 2011 Lichtner-Hoyers Karriere als Teameigner und Rennfahrer.

## Statistik

### Le-Mans-Ergebnisse
| Jahr | Team                    | Fahrzeug          | Teamkollege   | Teamkollege      | Platzierung | Ausfallgrund |
| ---- | ----------------------- | ----------------- | ------------- | ---------------- | ----------- | ------------ |
| 2009 | Jetalliance Racing Team | Aston Martin DBR9 | Thomas Gruber | Alexander Müller | Rang 31     |              |